# 雷蒂 (加来海峡省)
雷蒂（法語：Rety，亦作，法語發音：[ʁeti]）是法国上法蘭西大區加来海峡省的一个市镇，属于滨海布洛涅区。

## 地理
雷蒂（50°47'50"N, 1°46'29"E）面积18.25 平方千米，位于法国上法蘭西大區加来海峡省，该省份为法国北部沿海省份，西北濒北海，南至索姆省，东临北部省。
与雷蒂接壤的市镇（或旧市镇、城区）包括：费尔克、贝勒和乌勒福尔、布尔桑、菲耶讷、阿尔丹冈、兰克桑、维耶尔埃弗鲁瓦。
雷蒂的时区为UTC+01:00、UTC+02:00（夏令时）。

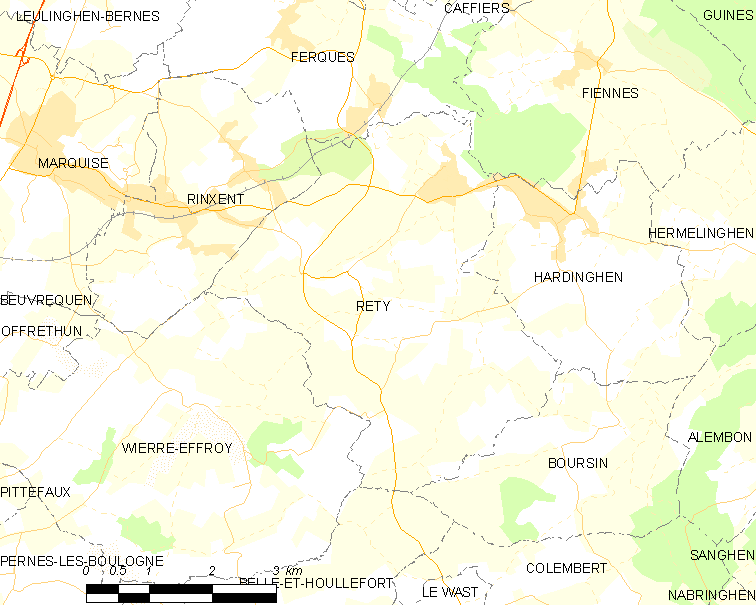
雷蒂的OSM定位图

## 行政
雷蒂的邮政编码为62720，INSEE市镇编码为62705。

## 政治
雷蒂所属的省级选区为代夫勒县。

## 人口

1962-2008年间雷蒂人口变化图示

雷蒂于2022年1月1日时的人口数量为2050人。